# Brian O'Malley
Brian O'Malley és un director de cinema irlandès conegut per la sèrie de televisió "spaghetti Western" That Dirty Black Bag que es va emetre a AMC+ el 2022, el Paramount+ Sèrie de televisió The Ex-Wife que es va emetre a finals del 2022, i els llargmetratges The Lodgers i Let Us Prey.

## Carrera

### Primers anys
O'Malley va estudiar arts plàstiques, especialitzant-se en escultura, abans de passar a la direcció de videoclips i curtmetratges. Va començar a dirigir anuncis de televisió el 2001 abans de passar al drama.
Va escriure i dirigir els curtmetratges Crossing Salween (2010) i Screwback (2005). El 2005 va guanyar el premi Hartley Merrill Guió pel seu guió de llargmetratges SISK, coescrit amb Terry McMahon i Mark O'Rowe.

### Carrera posterior
O'Malley també és conegut per les pel·lícules de terror gòtiques Let Us Prey i The Lodgers.
Let Us Prey, protagonitzada per Liam Cunningham i Pollyanna McIntosh, va guanyar el Méliès d'Argent al millor llargmetratge fantàstic europeu a la seva estrena mundial al Festival Internacional de Cinema Fantàstic de Brussel·les el 2014.
El seu segon llargmetratge The Lodgers, protagonitzat per Charlotte Vega, Bill Milner, Moe Dunford, Deirdre O'Kane i David Bradley és una història de fantasmes elegantment gòtica ambientada a l'Irlanda rural el 1920, estrenada al TIFF 2017 i estrenada al cinema el 23 de febrer de 2018.
També va dirigir 4 episodis de That Dirty Black Bag, la sèrie de televisió AMC+ Spaghetti Western produïda per MediawanEU Palomar i Bron Studios. La sèrie de 8 parts, rodada a Itàlia, Espanya i el Marroc el 2020/2021, va ser creada per Mauro Aragoni i protagonitzada per Douglas Booth, Dominic Cooper, Niv Sultan, Guido Caprino, Rose Williams, Christian Cooke, Paterson Joseph, Zoe Boyle, Ivan Shaw, Eugene Brave Rock, Daniel Caltagirone, Anna Chancellor, Aidan Gillen i Travis Fimmel.
Va ser director de sèrie d'un thriller de 4 parts The Ex-Wife per a Paramount+ protagonitzat per Céline Buckens, Tom Mison, Janet Montgomery  i Jordan Stephens, escrit per Catherine Steadman, basat en el llibre de Jess Ryder.

## Filmografia
- 2005: Screwback (curt) - Guionista i director
- 2010: Crossing Salween (curt) - Guionista i director
- 2017: The Lodgers - Director
- 2014: Let Us Prey - Director
- 2022: The Ex-Wife (sèrie de televisió) - Director
- 2022: That Dirty Black Bag (sèrie de televisió) - Director
- 2022: The News (curt) - Director